# Iwan Zaporożec
Iwan Wasiljewicz Zaporożec (ros. Иван Васильевич Запорожец; ur. 25 grudnia 1884?/6 stycznia 1885 w Tokmaku, zm. 14 sierpnia 1937 w Moskwie) – funkcjonariusz Czeka, OGPU, NKWD, zamieszany w zabójstwo Siergieja Kirowa.

## Życiorys
Ukończył szkołę rolniczą w Charkowie. W 1913 wstąpił do ukraińskich eserowców (Partii Socjalistów-Rewolucjonistów).
Po wybuchu I wojny światowej został zmobilizowany do armii rosyjskiej. W 1915 dostał się do niewoli austriackiej. Po zakończeniu wojny powrócił do Rosji, po czym wstąpił do nowo formowanych wojsk bolszewickich.
Od 1919 był członkiem Rosyjskiej Partii Komunistycznej (bolszewików). Od 1921 służył w CzeKa. Prowadził tajną działalność wywiadowczą w Polsce, Czechosłowacji i Austrii. Od 1922 był funkcjonariuszem Wydziału Zagranicznego OGPU. W 1923 przeniesiono go do Zarządu Ekonomicznego OGPU. Pełnił funkcję zastępcy szefa, a następnie szefa wydziału handlu wewnętrznego i finansów. W 1924 skierowano go do pracy w ambasadzie ZSRR w Berlinie. Od 1925 był zastępcą szefa Wydziału Zagranicznego OGPU. Od 1925 pracował w ambasadzie ZSRR w Wiedniu – faktycznie był rezydentem OGPU. W 1927 powrócił do Moskwy, gdzie został zastępcą szefa Oddziału Informacyjnego OGPU. Następnie pełnił funkcję zastępcy szefa Tajnego Oddziału Politycznego OGPU.
Od 1931 był zastępcą pełnomocnego przedstawiciela NKWD do spraw Leningradzkiego Okręgu Wojskowego. Od końca sierpnia do listopada 1934 przebywał w szpitalu wojskowym w Leningradzie. Według części źródeł należał do organizatorów zabójstwa Siergieja Kirowa 1 grudnia tego roku.
Został aresztowany przez NKWD, po czym po procesie skazano go na karę 3 lat więzienia, lecz zwolniono go z jej odbywania. W kwietniu 1935 objął funkcję zastępcy szefa Zarządu Transportowego Towarzystwa „Dalstroj”, od 1936 stał na jego czele. Latem 1937 został ponownie aresztowany przez NKWD – skazano go na karę śmierci, która wkrótce została wykonana przez rozstrzelanie.